# Pressac

Pressac este o comună în departamentul Vienne, Franța. În 2009 avea o populație de 605 de locuitori.